# Parthenos cyaneus
Parthenos cyaneus är en fjärilsart som beskrevs av Moore 1877. Parthenos cyaneus ingår i släktet Parthenos och familjen praktfjärilar. Inga underarter finns listade i Catalogue of Life.